# Hans Nicolussi
Hans Nicolussi Caviglia (Aosta, Italia, 18 de junio de 2000) es un futbolista italiano que juega de centrocampista en el Venezia F. C. de la Serie A.

## Trayectoria
Debutó en la Serie C con la Juventus Next Gen el 27 de septiembre de 2018 en un partido contra el AC Cuneo 1905 como sustituto de Idrissa Touré en el minuto 88. El 8 de marzo de 2019, debutó con el primer equipo de la Juventus F. C. en la Serie A, sustituyendo en el último momento a Moise Kean en la victoria por 4-1 en casa contra el Udinese Calcio.
El 2 de septiembre de 2019 se incorporó al A. C. Perugia Calcio de la Serie B en calidad de cedido.
El 5 de octubre de 2020 se fue al Parma Calcio 1913 de la Serie A en calidad de cedido. El 28 de octubre debutó con el Parma en la Copa Italia, siendo titular en la victoria por 3-1 en casa contra el Delfino Pescara 1936. El 15 de diciembre, durante una sesión de entrenamiento, se rompió el ligamento cruzado anterior y tuvo que terminar su temporada antes de tiempo. Antes de esta lesión, sólo había sido alineado dos veces: el otro partido que jugó fue una victoria por 2-1 en la Copa Italia contra el Cosenza Calcio el 25 de noviembre. El 18 de agosto de 2021 sufrió una rotura de menisco.
El 30 de octubre, volvió a ser convocado a un partido tras las dos lesiones en un partido de la Juventus Next Gen contra el FC Südtirol fijado para el día siguiente. Ante el mismo rival, el 3 de noviembre, volvió a jugar tras sus lesiones en una derrota por 2-1 en la Copa Italia Serie C, entrando como suplente en el minuto 58 y marcando un gol cuatro minutos después; no jugaba desde el 25 de noviembre de 2020. Tuvo una nueva lesión de rodilla el 20 de noviembre, durante un partido contra la US Fiorenzuola. Se mantuvo alejado de los terrenos de juego hasta el 4 de mayo de 2022, cuando entró por primera vez en el campo en un partido contra el F. C. Pro Vercelli 1892. El 10 de mayo, fue convocado por primera vez desde sus lesiones por el primer equipo para la final de la Copa Italia 2022.

## Selección nacional
Fue convocado por primera vez para representar a su país en diciembre de 2016 con la Italia sub-17. Fue incluido en la selección para el Campeonato Europeo Sub-17 de la UEFA 2017 e hizo una aparición, marcando contra España cuando Italia no pasó de la fase de grupos.
Más tarde fue convocado a la sub-18 y sub-19 para los amistosos de las escuadras. Con la selección sub-19 de Italia participó en el Campeonato Europeo de la UEFA Sub-19 2019.
El 13 de octubre de 2020 debutó con la Italia sub-21, jugando como suplente en un partido de clasificación ganado por 2-0 contra la República de Irlanda en Pisa.

## Estadísticas

### Clubes
Actualizado al último partido disputado el 25 de mayo de 2025.
| Club                          | Div.          | Temporada     | Liga  | Liga  | Copas nacionales | Copas nacionales | Copas internacionales | Copas internacionales | Total | Total |
| Club                          | Div.          | Temporada     | Part. | Goles | Part.            | Goles            | Part.                 | Goles                 | Part. | Goles |
| ----------------------------- | ------------- | ------------- | ----- | ----- | ---------------- | ---------------- | --------------------- | --------------------- | ----- | ----- |
| Juventus Next Gen · Italia    | 3.ª           | 2018-19       | 8     | 0     | ―                | ―                | ―                     | ―                     | 8     | 0     |
| Juventus de Turín · Italia    | 1.ª           | 2018-19       | 3     | 0     | 0                | 0                | 0                     | 0                     | 3     | 0     |
| A. C. Perugia Calcio · Italia | 2.ª           | 2019-20       | 29    | 1     | 1                | 1                | —                     | —                     | 30    | 2     |
| A. C. Perugia Calcio · Italia | Total club    | Total club    | 29    | 1     | 1                | 1                | 0                     | 0                     | 30    | 2     |
| Parma Calcio 1913 · Italia    | 1.ª           | 2020-21       | 0     | 0     | 2                | 0                | —                     | —                     | 2     | 0     |
| Parma Calcio 1913 · Italia    | Total club    | Total club    | 0     | 0     | 2                | 0                | 0                     | 0                     | 2     | 0     |
| Juventus Next Gen · Italia    | 3.ª           | 2021-22       | 6     | 0     | 1                | 1                | ―                     | ―                     | 7     | 1     |
| Juventus Next Gen · Italia    | Total club    | Total club    | 14    | 0     | 1                | 1                | 0                     | 0                     | 15    | 1     |
| F. C. Südtirol · Italia       | 2.ª           | 2022-23       | 17    | 2     | 1                | 0                | —                     | —                     | 18    | 2     |
| F. C. Südtirol · Italia       | Total club    | Total club    | 17    | 2     | 1                | 0                | 0                     | 0                     | 18    | 2     |
| U. S. Salernitana · Italia    | 1.ª           | 2022-23       | 12    | 1     | 0                | 0                | —                     | —                     | 12    | 1     |
| U. S. Salernitana · Italia    | Total club    | Total club    | 12    | 1     | 0                | 0                | 0                     | 0                     | 12    | 1     |
| Juventus de Turín · Italia    | 1.ª           | 2023-24       | 8     | 0     | 2                | 0                | —                     | —                     | 10    | 0     |
| Juventus de Turín · Italia    | Total club    | Total club    | 11    | 0     | 2                | 0                | 0                     | 0                     | 13    | 0     |
| Venezia F. C. · Italia        | 1.ª           | 2024-25       | 35    | 4     | 0                | 0                | —                     | —                     | 35    | 4     |
| Venezia F. C. · Italia        | Total club    | Total club    | 35    | 4     | 0                | 0                | 0                     | 0                     | 35    | 4     |
| Total carrera                 | Total carrera | Total carrera | 118   | 8     | 7                | 2                | 0                     | 0                     | 125   | 10    |

## Palmarés

### Campeonatos nacionales
| Título      | Club           | País   | Año  |
| ----------- | -------------- | ------ | ---- |
| Copa Italia | Juventus F. C. | Italia | 2024 |